# Auguste Henri Jobbé-Duval
Pour les articles homonymes, voir Jobbé-Duval.
Auguste Henri Jobbé-Duval est un peintre français né à Rennes le 7 octobre 1847 où il est mort le 24 octobre 1932.

## Biographie
Auguste Jobbé-Duval est le deuxième enfant sur six d’Auguste Louis Jobbé-Duval, peintre décorateur à Rennes, et d’Henriette Frédérique Guérin,.
À Rennes, il peint avec son frère cadet Gaston Jobbé-Duval des décorations pour des hôtels particuliers — dont l'hôtel de Courcy —, la décoration de la salle des fêtes de la mairie entre 1918 et 1921, ainsi que le foyer de l'opéra. Il est également reconnu pour avoir peint de nombreux châteaux dans la région de Rennes.

## Œuvres

### Peinture murale
- Rennes :
  - Hôtel de Ville, salle des fêtes, 1918-1921 ;
  - Opéra de Rennes, foyer.